# Café La Habana
El Café La Habana es un reconocido café en la Ciudad de México, ubicado en el número 62 de la calle Morelos, esquina con la avenida Bucareli. Está situado en la colonia Juárez, alcaldía Cuauhtémoc, en el centro de la ciudad.
Fundado en la década de 1950, es famoso por haber sido lugar de reunión de diferentes personalidades de la historia y de la literatura de América Latina, como Octavio Paz y Gabriel García Márquez. Entre sus historias se cuenta que en este café Fidel Castro y el Che Guevara planearon la Revolución cubana.
Durante la década de 1970, era frecuentado por periodistas de las secciones de cultura, y por españoles exiliados durante la guerra civil española. Durante la segunda mitad de la década, el escritor chileno Roberto Bolaño y el poeta mexicano Mario Santiago Papasquiaro fijaron este café como uno de los principales puntos de reunión del movimiento poético infrarrealista, entre 1975 y 1977. En las novelas Los detectives salvajes y Amuleto, de Roberto Bolaño, el Café La Habana queda ficcionalizado como el «café Quito».
Actualmente es un lugar visitado por familias y aún conserva la decoración de sus inicios.
|                   |
| Interior del café |

|                         |
| Otra vista del interior |